# Ley de Murphy

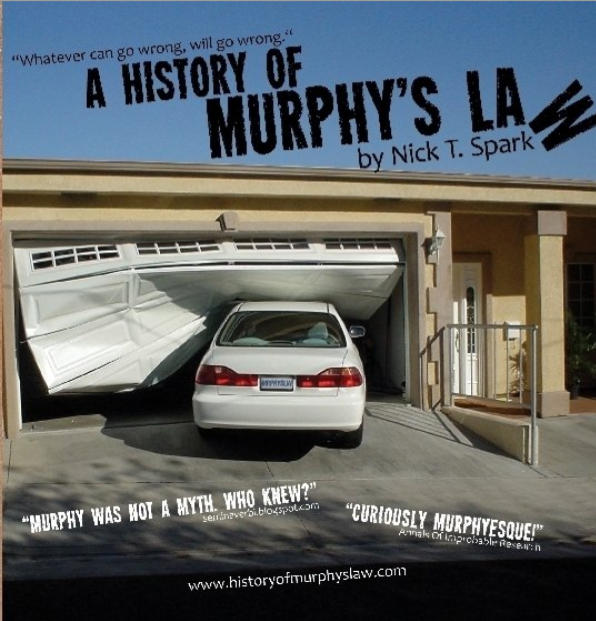
La historia donde se verifica la ley de Murphy: conviene que las puertas de los garajes tengan sensores.

La ley de Murphy es un principio que establece que «todo lo que pueda ir mal, irá mal». Esta ley se refiere a la tendencia de los eventos negativos a ocurrir en el peor momento posible y a menudo de forma inesperada. Se usa comúnmente en situaciones cotidianas y en ingeniería para enfatizar la necesidad de anticipar problemas y planificar contingencias.
Su origen se remonta a la década de 1940, cuando el ingeniero aeroespacial Edward A. Murphy Jr. enunciaba que, si algo tenía una posibilidad de salir mal, lo haría. Desde entonces, la ley se ha ampliado como una forma de advertir que no se debe subestimar las complicaciones posibles y se debe estar preparados para lo inesperado. Fue popularizada por el libro homónimo de Arthur Bloch, y sus secuelas La Ley de la Señora Murphy y La Ley de Murphy del 2000.

## Historia
La ley fue enunciada por Edward A. Murphy Jr., que trabajó en experimentos con cohetes sobre rieles puestos en práctica por la Fuerza Aérea de los Estados Unidos en 1949.
Existen diferentes versiones sobre el origen de la ley de Murphy y sobre los detalles de cómo fue formulada inicialmente. Durante el período de 1947-1949 se desarrolló un plan denominado MX100 en el campo Muroc (llamado más tarde Base Aérea Edwards) destinado a probar la resistencia humana a las fuerzas G durante una desaceleración rápida. Para las pruebas se empleaba un cohete sobre rieles con una serie de frenos en un extremo.
En las pruebas iniciales usaron un muñeco humanoide atado a una silla en el trineo. Más adelante participó el entonces capitán John Paul Stapp, en la sustitución del muñeco. Con estas pruebas se evaluaba la precisión de los instrumentos utilizados para medir las fuerzas G que experimentaba un piloto. Antes de la prueba con Stapp, se experimentó con un chimpancé. Edward Murphy propuso usar medidores electrónicos de esfuerzo sujetos al arnés para medir la fuerza ejercida sobre ellos por la rápida desaceleración. El asistente de Murphy cableó el arnés. Sin embargo, los sensores dieron una lectura de cero.
Entonces se advirtió que se había producido un error en la instalación: cada sensor se había cableado al revés. Según George Nichols, otro ingeniero que estaba presente, Murphy, frustrado, le echó la culpa, de forma arrogante, a su asistente, diciendo: «Si tiene una forma de cometer un error, lo hará». La versión de Nichols es que la ley de Murphy surgió, más tarde, en una conversación entre otros miembros del equipo y, con el tiempo, se convirtió en «Si puede ocurrir, sucederá», y fue denominada «la ley de Murphy» de forma socarrona.
También hay otras versiones. Algunos, incluyendo a Robert Murphy, el hijo de Edward, niegan la versión de Nichols y sostienen que la frase la enunció el propio Edward Murphy. De acuerdo con Robert, la frase de su padre fue algo así como «Si hay más de una forma de hacer un trabajo y una de ellas culmina en desastre, alguien lo hará de esa manera».
La frase salió de su contexto original, por primera vez, durante una conferencia de prensa en la que al capitán Stapp se le preguntó por qué nadie resultó con heridas de importancia durante las pruebas. Stapp explicó que fue porque se tomó en consideración la Ley de Murphy. Luego citó la ley y aclaró su significado: que era importante considerar todas las posibilidades antes de hacer una prueba.
En 1952 apareció la frase «Todo lo que pueda salir mal, pasará» en un epígrafe del libro The Butcher: The Ascent of Yerupaja de John Sack.
Posiblemente el primer uso impreso del nombre de Murphy en relación con la ley está en el libro de 1955 de Lloyd Mallan Men, Rockets and Space Rats.
Sin embargo, la forma más conocida de esta ley («Lo que pueda salir mal, saldrá mal») nunca fue pronunciada por Edward Murphy. Se trata, en realidad, de una frase que fue popularizada por el escritor de ciencia ficción Larry Niven, gracias a varias historias sobre mineros de asteroides que tenían una religión y cultura que incluían el miedo y la adoración del dios Finagle y su profeta demente Murphy. En estas historias la frase es la Ley de Finagle de los Negativos Dinámicos.

## El espíritu de la ley
Todo lo que puede suceder, sucede.

Sin importar la composición exacta, y el origen de la frase, su espíritu conlleva el principio de diseño defensivo: el anticipar los errores que el usuario final probablemente cometerá. Los sensores de fuerza G de Murphy fallaron porque existían dos formas diferentes de conectarlos; una de ellas resultaría en lecturas correctas, mientras que la otra resultara en ausencia de lecturas. El usuario final —en este caso, el asistente de Murphy— escogió la forma errónea.
En la mayor parte de la tecnología bien diseñada para el uso por el consumidor común y corriente, las conexiones incorrectas se hacen difíciles. Por ejemplo, el disco de 3,5 pulgadas usado en muchos ordenadores personales no cabría fácilmente en la disquetera a menos que esté orientado correctamente. En contraste, el disco de 5,25 pulgadas podía ser insertado en una variedad de orientaciones que podían dañar el disco o la disquetera. Los discos compactos permiten una orientación incorrecta —el disco puede ser insertado al revés—. Un diseñador defensivo reconoce el hecho de que el disco puede ser insertado de manera errónea y por lo tanto alguien en algún momento lo hará.
La ley de Murphy se ha esparcido rápidamente a otras culturas técnicas relacionadas con la ingeniería aeroespacial, especialmente en computación. Rápidamente sus variantes pasaron a la imaginación popular, mutando a su vez. Generalmente el espíritu de la ley capta la tendencia general a enfatizar las cosas negativas que ocurren en la vida; en este sentido, la ley es habitualmente formulada en su variante «Si algo puede salir mal, saldrá mal» de Larry Niven y su ley de Finagle.

### Enfatización de lo negativo
Un ejemplo frecuentemente citado de esta tendencia a enfatizar lo negativo, es que, cada vez que una rebanada de pan untada de mantequilla cae al suelo, la gente tiende a recordar más vívidamente las veces en que cayó con el lado de la mantequilla hacia el suelo, puesto que si cayera con la mantequilla hacia arriba tendría menos consecuencias. Por lo tanto, uno tiene la impresión de que el pan siempre cae con la mantequilla hacia abajo, sin importar la verdadera probabilidad de cada ocurrencia.
Leyes como la de Murphy son una expresión directa de tales perversidades en el orden del universo. Existe una demostración física para el hecho de que efectivamente la tostada tiene mayor probabilidad de caer del lado de la mantequilla, pero es debido a otros factores. El factor principal es la altura de la mesa, por la que la tostada tiene 'tiempo' de darse media vuelta, no por el peso de la mantequilla como errónea e intuitivamente se supone, sino por la rotación propia a las condiciones iniciales de la caída, pero no hay altura suficiente para dar más de media vuelta. Robert Matthews, investigador de la Aston University, en Birmingham, recibió en 1996 el Premio Ig Nobel de física por un estudio sobre un derivado de la ley de Murphy, es decir, por la demostración del caso de la tostada con base en las constantes fundamentales.
Se han producido variaciones diversas de la ley y sus corolarios, muchas de ellas con apariencia de metaleyes de alguna clase. Por ejemplo, el modelo del pan con mantequilla podría formularse así: «La probabilidad de que una rebanada de pan untada de mantequilla caiga con el lado de la mantequilla hacia abajo, es proporcional al precio de la alfombra».
Otro ejemplo de analogía ocurre cuando se está haciendo una larga cola para pagar en el supermercado, tu fila no avanza, ves de repente que la otra fila es más corta y avanza mucho más rápido, decides pasarte a esta, y tu fila inicial comienza avanzar y en la que decidiste pasar, comienza a tener demora para pagar. Un claro ejemplo.
La película Interstellar utiliza este concepto para su desarrollo inicial; incluso uno de los personajes se llama Murph.